# Sosor Gadong (plaats)
Sosor Gadong is een bestuurslaag in het regentschap Tapanuli Tengah van de provincie Noord-Sumatra, Indonesië. Sosor Gadong telt 2878 inwoners (volkstelling 2010).